# وودلاندز (سنغافورة)
وودلاندز (بالأردية: ووڈلینڈز، سنگاپور، بالإنجليزية: Woodlands, Singapore، بالفارسية: وودلندز (سنگاپور)) : هي منطقة تخطيط ومدينة سكنية تقع في المنطقة الشمالية من سنغافورة. اعتبارًا من 2019، بلغ عدد سكان المدينة 254,733 نسمة.